# 宋丽萍 (1962年)
宋丽萍（1962年—），山西黎城人。女，汉族。中共第十八届中央候补委员。曾任深圳证券交易所总经理。
1980年夏考入中国人民大学经济系，81年春被指派到中国赴日预备学校（置于东北师范大学内）三期生特训班接受日语培训，其同班同学有前中国证监委第一副主席姚刚（2015年11月被双规）和前中信香港嘉华银行执行副总裁张铭千（2001年9月在香港因故身亡）。结业后于82年4月由中国政府公派赴日本长崎大学留学，毕业后转往美国达拉斯大学获得经济学、工商管理学硕士学位。
1988年就职于日本野村证券公司。1991年回国任中国人民大学国际经济系讲师，并负责中国证券市场研究设计中心（原“联办”）的市场研究工作，是《证券市场周刊》的主要创办人之一。1992年参与筹建中国证券监督管理委员会，并先后出任证监会市场监管部主任、发行监管部主任和机构监管部主任职位。
2002年3月，任深圳证券交易所常务副总经理。2008年2月，任深圳证券交易所党委副书记、总经理。
2013年，当选为第十二届全国人民代表大会广东地区代表。
2016年4月，卸任深圳证券交易所党委副书记、总经理职务，转任中国上市公司协会党委副书记、执行副会长（法定代表人）。